# Benidorm Fest 2022
Die 1. Ausgabe des Benidorm Festivals fand im Januar 2022 statt und war der spanische Vorentscheid für den Eurovision Song Contest 2022 in Turin (Italien). Zuletzt fand das Festival 2006 statt, 2022 wurde es in Kooperation mit der Stadtverwaltung von Benidorm organisiert. Chanel gewann den Wettbewerb mit ihrem Lied SloMo.

## Format

### Konzept
Am 22. Juli 2021 gab die spanische Rundfunkanstalt RTVE bekannt, dass es für den Eurovision Song Contest 2022 eine nationale Vorentscheidung in Benidorm geben werde.
Am 29. September 2021 stellte RTVE das Konzept des Festivals vor. So sollten zwölf Beiträge an der Sendung teilnehmen, die auf zwei Halbfinale aufgeteilt werden. Später wurde allerdings bekannt, dass wegen der hohen Qualität an eingereichten Beiträgen nun 14 Lieder an dem Festival teilnehmen werden. Im Halbfinale starten jeweils sieben Lieder, wovon jeweils vier das Finale erreichen. Im Finale treten acht Beiträge an, der Sieger wird Spanien dabei beim Eurovision Song Contest 2022 vertreten. In allen Sendungen werden die Ergebnisse zu 50 % von einer Jury bestimmt, die zu 60 % aus nationalen und zu 40 % aus internationalen Juroren bestehen wird. Die restlichen 50 % des Gesamtergebnisses werden von den Zuschauern bestimmt.

### Beitragswahl
Vom 29. September bis zum 10. November 2021 konnten Beiträge bei RTVE eingereicht werden. Der Einsendeschluss wurde kurz vor dem ursprünglichen Einsendeschlusstermin um zwei Wochen verlängert. Lediglich spanische Staatsbürger oder Bewohner Spaniens konnten sich bewerben. Für Gruppen galt, dass mindestens 50 % der Gruppenmitglieder Spanisch seien mussten. Für Komponisten und Autoren galt, dass sie als Hauptkomponist bzw. Hauptautor nur einen Beitrag einreichen dürfen und als Co-Autor maximal zwei weitere. Das Lied sollte hauptsächlich auf Spanisch oder einer weiteren offiziellen Sprache Spaniens gesungen werden, allerdings durften bis zu 35 % des Liedes auf einer anderen Sprache vorgetragen werden.
Am 22. November 2021 gab RTVE bekannt, dass sie insgesamt 886 Lieder erhalten haben. Davon wurden 692 Lieder online bei RTVE eingereicht, 194 Lieder wurden von Interpreten und Komponisten eingereicht, die von der Rundfunkanstalt angefragt wurden. Dabei wurden verschiedene Genres eingereicht sowie eine Vielfalt an Sprachen, unter anderem Katalanisch, Galicisch, Baskisch, Englisch und Italienisch.

## Teilnehmer
Am 10. Dezember 2021 stellte RTVE die 14 Teilnehmer vor. Unter ihnen sind unter anderem die spanischen Repräsentantinnen vom Eurovision Song Contest 1990, Azúcar Moreno. Die Lieder wurden am 23. Dezember 2021 veröffentlicht. Am 23. Januar 2022 zog Luna Ki ihre Teilnahme am Wettbewerb zurück, da auf Grund von Autotune ihr Song nicht zur Teilnahme am Eurovision Song Contest berechtigt wäre. Gonzalo Hermida konnte, auf Grund eines positiven COVID-19-Testergebnisses, nicht live beim Wettbewerb auftreten, stattdessen wurde das Musikvideo des Liedes eingespielt.

## Halbfinale

### Erstes Halbfinale
Das erste Halbfinale fand am 26. Januar 2022 statt. 4 Beiträge qualifizierten sich für das Finale.
| Platz | Startnr. | Interpret     | Lied Musik (M) und Text (T)                                                                              | Sprache                         | Übersetzung (inoffiziell) | Punkte                  | Punkte                  | Punkte                  | Punkte                  |
| Platz | Startnr. | Interpret     | Lied Musik (M) und Text (T)                                                                              | Sprache                         | Übersetzung (inoffiziell) | Jury                    | Zuschauer               | Zuschauer               | Gesamt                  |
| Platz | Startnr. | Interpret     | Lied Musik (M) und Text (T)                                                                              | Sprache                         | Übersetzung (inoffiziell) | Jury                    | Televoting              | Demoskopie              | Gesamt                  |
| ----- | -------- | ------------- | --- | ------------------------------- | ------------------------- | ----------------------- | ----------------------- | ----------------------- | ----------------------- |
| 1.    | 6        | Chanel        | SloMo M/T: Leroy Sanchez, Keith Harris, Ibere Fortes, Maggie Szabo, Arjen Thonen                         | Spanisch, Englisch              | –                         | 55                      | 25                      | 30                      | 110                     |
| 2.    | 5        | Tanxugueiras  | Terra M/T: Olaia Maneiro Argibay, Sabela Maneiro Argibay, Aida Tarrío Torrado, Iago Pico Freire          | Galicisch                       | Erde                      | 38                      | 30                      | 25                      | 93                      |
| 3.    | 3        | Blanca Paloma | Secreto del Agua M/T: Blanca Paloma, Antón Serrats, Tomás Virgós, Pablo Serrano                          | Spanisch                        | Geheimnis des Wassers     | 41                      | 18                      | 20                      | 79                      |
| 4.    | 1        | Varry Brava   | Rafaella M/T: Óscar Ferrer, Aaron Sáez, Vicente Illescas                                                 | Spanisch                        | –                         | 39                      | 20                      | 15                      | 74                      |
| 5.    | 2        | Azúcar Moreno | Postureo M/T: Miguel Linde, Alberto Lorite, David Parejo                                                 | Spanisch                        | Haltung                   | 39                      | 12                      | 18                      | 69                      |
| 6.    | 4        | Unique        | Mejores M/T: Marco Dettoni, Manu Chalud, Armando Valenzuela, Carlos Almazán, Javier López, Raúl Madroñal | Spanisch                        | Besten                    | 28                      | 15                      | 12                      | 55                      |
| —     | —        | Luna Ki       | Voy a morir M/T: Luna Ki, Miguel García, Vanity Vercetti, Alejandro Fierro                               | Spanisch, Englisch, Französisch | Ich werde sterben         | Teilnahme zurückgezogen | Teilnahme zurückgezogen | Teilnahme zurückgezogen | Teilnahme zurückgezogen |

 Kandidat hat sich für das Halbfinale qualifiziert.

### Zweites Halbfinale
Das zweite Halbfinale fand am 27. Januar 2022 statt. 4 Beiträge qualifizierten sich für das Finale.
| Platz | Startnr. | Interpret         | Lied Musik (M) und Text (T)                                                    | Sprache            | Übersetzung (inoffiziell) | Punkte | Punkte     | Punkte     | Punkte |
| Platz | Startnr. | Interpret         | Lied Musik (M) und Text (T)                                                    | Sprache            | Übersetzung (inoffiziell) | Jury   | Zuschauer  | Zuschauer  | Gesamt |
| Platz | Startnr. | Interpret         | Lied Musik (M) und Text (T)                                                    | Sprache            | Übersetzung (inoffiziell) | Jury   | Televoting | Demoskopie | Gesamt |
| ----- | -------- | ----------------- | ------------------------------------------------------------------------------ | ------------------ | ------------------------- | ------ | ---------- | ---------- | ------ |
| 1.    | 5        | Rigoberta Bandini | Ay Mama M/T: Rigoberta Bandini, Esteban Navarro Dordal, Stefano Maccarrone     | Spanisch           | Hey Mama                  | 56     | 30         | 25         | 111    |
| 2.    | 6        | Rayden            | Calle de la llorería M/T: David Martínez Álvarez, François Le Goffic           | Spanisch           | Straße des Geheules       | 45     | 25         | 20         | 90     |
| 3.    | 1        | XEINN             | Eco M/T: Carlos Marco, Jimmy Jansson, Marcus Winther-John, Thomas G:son        | Spanisch, Englisch | Echo                      | 46     | 20         | 15         | 81     |
| 4.    | 4        | Gonzalo Hermida   | Quién lo Diría M/T: Gonzalo Hermida, David Santisteban                         | Spanisch           | Wer hätte das gedacht     | 28     | 18         | 30         | 76     |
| 5.    | 2        | Marta Sango       | Sigues En Mi Mente M/T: Marta Sango, Marco Frías, Mané López                   | Spanisch           | Sei in meinem Sinn        | 36     | 15         | 12         | 63     |
| 6.    | 3        | Javiera Mena      | Culpa M/T: Javiera Mena                                                        | Spanisch           | Schuld                    | 28     | 12         | 10         | 50     |
| 7.    | 7        | Sara Deop         | Make You Say M/T: Leroy Sanchez, Camille Purcell, Linus Nordstrom, Frank Nobel | Englisch, Spanisch | Mache dich sprechend      | 21     | 10         | 18         | 49     |

 Kandidat hat sich für das Halbfinale qualifiziert.

## Finale
Das Finale fand am 29. Januar 2022 statt. Chanel gewann den Wettbewerb mit ihrem Lied SloMo.
| Platz | Startnr. | Interpret         | Lied Musik (M) und Text (T)                                                                     | Sprache            | Übersetzung (inoffiziell) | Punkte | Punkte     | Punkte     | Punkte |
| Platz | Startnr. | Interpret         | Lied Musik (M) und Text (T)                                                                     | Sprache            | Übersetzung (inoffiziell) | Jury   | Zuschauer  | Zuschauer  | Gesamt |
| Platz | Startnr. | Interpret         | Lied Musik (M) und Text (T)                                                                     | Sprache            | Übersetzung (inoffiziell) | Jury   | Televoting | Demoskopie | Gesamt |
| ----- | -------- | ----------------- | ----------------------------------------------------------------------------------------------- | ------------------ | ------------------------- | ------ | ---------- | ---------- | ------ |
| 1.    | 4        | Chanel            | SloMo M/T: Leroy Sanchez, Keith Harris, Ibere Fortes, Maggie Szabo, Arjen Thonen                | Spanisch, Englisch | –                         | 51     | 20         | 25         | 96     |
| 2.    | 5        | Rigoberta Bandini | Ay Mama M/T: Rigoberta Bandini, Esteban Navarro Dordal, Stefano Maccarrone                      | Spanisch           | Hey Mama                  | 46     | 25         | 20         | 91     |
| 3.    | 2        | Tanxugueiras      | Terra M/T: Olaia Maneiro Argibay, Sabela Maneiro Argibay, Aida Tarrío Torrado, Iago Pico Freire | Galicisch          | Erde                      | 30     | 30         | 30         | 90     |
| 4.    | 1        | Rayden            | Calle de la llorería M/T: David Martínez Álvarez, François Le Goffic                            | Spanisch           | Straße des Geheules       | 37     | 15         | 15         | 67     |
| 5.    | 8        | Blanca Paloma     | Secreto del Agua M/T: Blanca Paloma, Antón Serrats, Tomás Virgós, Pablo Serrano                 | Spanisch           | Geheimnis des Wassers     | 39     | 12         | 10         | 61     |
| 6.    | 3        | Varry Brava       | Rafaella M/T: Óscar Ferrer, Aaron Sáez, Vicente Illescas                                        | Spanisch           | –                         | 25     | 18         | 12         | 55     |
| 7.    | 6        | XEINN             | Eco M/T: Carlos Marco, Jimmy Jansson, Marcus Winther-John, Thomas G:son                         | Spanisch, Englisch | Echo                      | 30     | 10         | 5          | 45     |
| 8.    | 7        | Gonzalo Hermida   | Quién lo Diría M/T: Gonzalo Hermida, David Santisteban                                          | Spanisch           | Wer hätte das gedacht     | 12     | 5          | 18         | 35     |